# 家庭裁判所

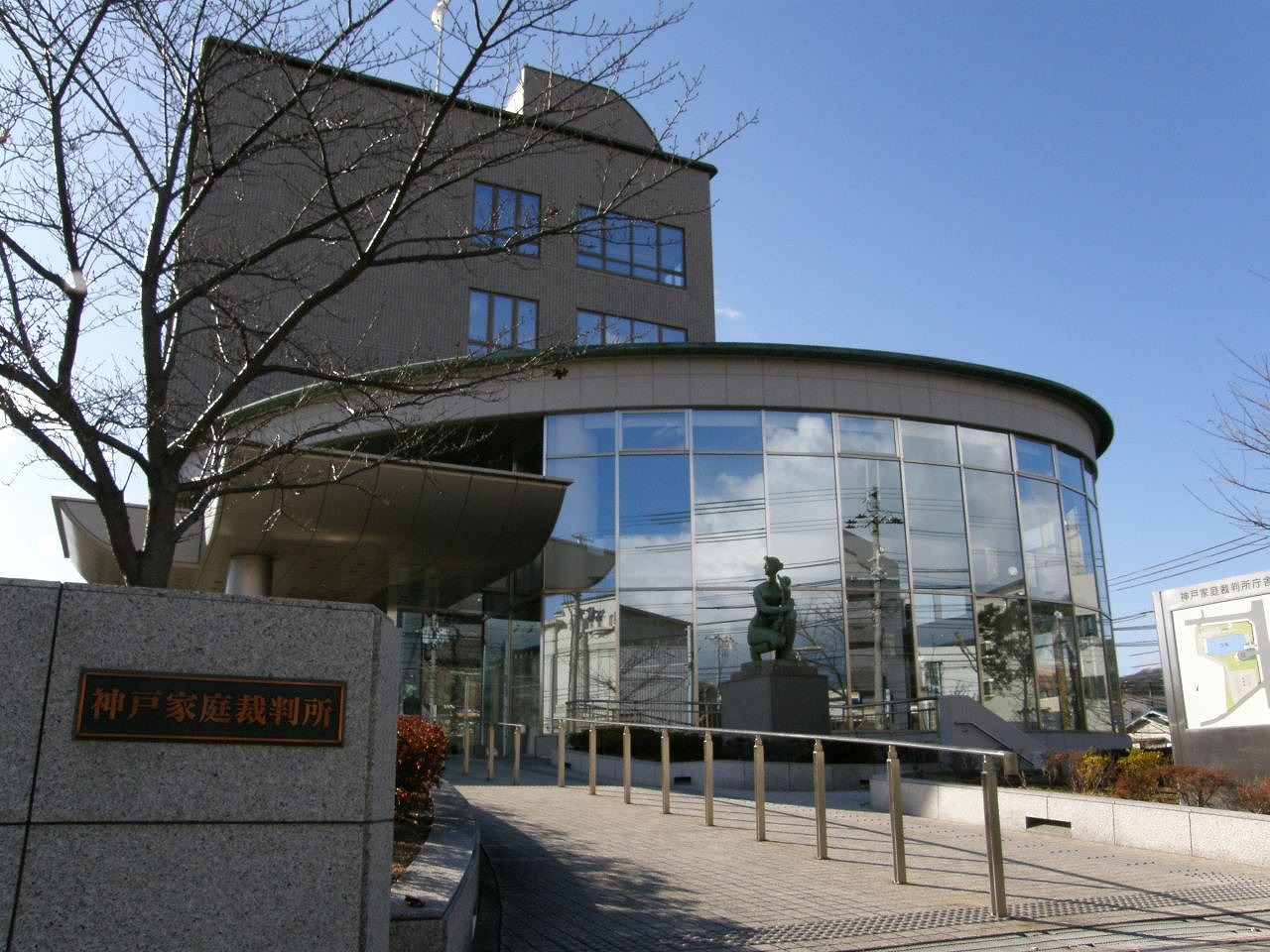
神戸家庭裁判所

家庭裁判所（かていさいばんしょ、英語: Family Court）は、家庭に関する事件の審判（家事審判）及び調停（家事調停）、少年の保護事件の審判（少年審判）などの権限を有する日本の裁判所。略称は家裁（かさい）。

## 設置
1949年（昭和24年）1月1日、日本国憲法に合わせて、女性や子供などの権利擁護などを目的にGHQの示唆によって設けられることになった。地方裁判所の支部とされていた家事審判所と戦前の司法省が管轄していた少年審判所が統合されることで全国50カ所に設置され、裁判所法31条の3第1項によって規定されている。関連法規は家事事件手続法と少年法。
2004年（平成16年）4月1日からは、人事訴訟（離婚訴訟など）及びこれに関する保全事件等も地方裁判所から移管され、これらを管轄している。戸籍上の改名の許可・不許可、その他戸籍に関する不服申し立て（市町村長の処分に対する）も家庭裁判所の管轄である。（一般に行政に対する不服申し立ては、直接処分庁に審査請求などするが、戸籍事件は家裁の管轄となる）
2014年（平成26年）4月1日からは、国際的な子の奪取の民事上の側面に関する条約の批准に基づき、東京家裁（子の住所地が福井、岐阜、三重の各県以東の場合および住地不明の場合）と大阪家裁（子の住所地が京都、滋賀、奈良、和歌山の各府県以西）において、16歳未満の子が国境を越えて不法に日本へ連れ去られた場合などにおける子の返還に関する紛争事件を専属で取り扱うこととなった。

## 概要
各家庭裁判所には、家庭裁判所調査官が置かれ（同法61条の2第1項）、人間科学に関する専門的知見を活用して、家事審判、家事調停及び少年審判に必要な調査や環境調整などの事務を行っている（同条2項）。
戸籍名（氏名）の変更、性別の変更、養子などの審判も取り扱う。
また、裁判は通常公正を期すために公開されるが、家庭裁判所は離婚などの人事訴訟事件を除き、当事者のプライバシーに配慮して原則非公開である。
家庭裁判所発足直後の1949年1月、初代最高裁家庭局長の宇田川潤四郎は最高裁で開かれた長官所長会同で、「独立的性格」「民主的性格」「科学的性格」「教育的性格」「社会的性格」を「家裁の5性格」として提唱した。スタート間もない家庭裁判所の基本理念として、内外でたびたび引用された。
地方裁判所などの他の下級裁判所とは違い、審理する事件が法律によって限られているが、憲法第76条が禁止する特別裁判所には当たらない。かつて家庭裁判所が特別裁判所であるかをめぐる裁判が最高裁まで争われたが、1956年5月30日に最高裁判所は、家庭裁判所は裁判所法に基づいて設置された下級裁判所の一つだとした上で、家庭裁判所が特定の事件のみ取り扱うことは単に所管事務の分配を定めたに過ぎないと結論づけ、上告を棄却した。

## 一覧
家庭裁判所は、各都道府県庁所在地並びに函館市、旭川市及び釧路市の合計50箇所に本庁が設けられているほか、203箇所の支部及び77箇所の出張所が設けられている。
北海道
- 札幌家庭裁判所：岩見沢支部・室蘭支部・小樽支部・滝川支部・浦河支部・岩内支部・苫小牧支部・夕張出張所・静内出張所
- 函館家庭裁判所：江差支部・松前出張所・八雲出張所・寿都出張所
- 旭川家庭裁判所：名寄支部・紋別支部・留萌支部・稚内支部・深川出張所・富良野出張所・中頓別出張所・天塩出張所
- 釧路家庭裁判所：帯広支部・網走支部・北見支部・根室支部・本別出張所・遠軽出張所・標津出張所

青森県
- 青森家庭裁判所：弘前支部・八戸支部・五所川原支部・十和田支部・むつ出張所・野辺地出張所

岩手県
- 盛岡家庭裁判所：花巻支部・二戸支部・遠野支部・宮古支部・一関支部・水沢支部・久慈出張所・大船渡出張所

宮城県
- 仙台家庭裁判所：大河原支部・古川支部・石巻支部・登米支部・気仙沼支部

秋田県
- 秋田家庭裁判所：能代支部・本荘支部・大館支部・鹿角出張所・横手支部・大曲支部・角館出張所

山形県
- 山形家庭裁判所：新庄支部・米沢支部・鶴岡支部・酒田支部・赤湯出張所・長井出張所

福島県
- 福島家庭裁判所：相馬支部・郡山支部・白河支部・会津若松支部・いわき支部・棚倉出張所・田島出張所

茨城県
- 水戸家庭裁判所：土浦支部・下妻支部・日立支部・龍ケ崎支部・麻生支部

栃木県
- 宇都宮家庭裁判所：真岡支部・大田原支部・栃木支部・足利支部

群馬県
- 前橋家庭裁判所：高崎支部・桐生支部・太田支部・沼田支部・中之条出張所

埼玉県
- さいたま家庭裁判所：越谷支部・川越支部・熊谷支部・秩父支部・久喜出張所・飯能出張所

千葉県
- 千葉家庭裁判所：佐倉支部・一宮支部・松戸支部・木更津支部・館山支部・八日市場支部・佐原支部・市川出張所

東京都
- 東京家庭裁判所：立川支部・八丈島出張所・伊豆大島出張所

神奈川県
- 横浜家庭裁判所：川崎支部・相模原支部・横須賀支部・小田原支部

新潟県
- 新潟家庭裁判所：三条支部・新発田支部・長岡支部・高田支部・佐渡支部・村上出張所・十日町出張所・柏崎出張所・南魚沼出張所・糸魚川出張所

富山県
- 富山家庭裁判所：魚津支部・高岡支部・砺波出張所

石川県
- 金沢家庭裁判所：小松支部・七尾支部・輪島支部・珠洲出張所

福井県
- 福井家庭裁判所：武生支部・敦賀支部・小浜出張所

山梨県
- 甲府家庭裁判所：都留支部

長野県
- 長野家庭裁判所：飯山出張所・上田支部・佐久支部・松本支部・木曾福島出張所・大町出張所・諏訪支部・飯田支部・伊那支部

岐阜県
- 岐阜家庭裁判所：大垣支部・高山支部・多治見支部・御嵩支部・郡上出張所・中津川出張所

静岡県
- 静岡家庭裁判所：沼津支部・富士支部・下田支部・浜松支部・掛川支部・熱海出張所・島田出張所

愛知県
- 名古屋家庭裁判所：岡崎支部・豊橋支部・一宮支部・半田支部

三重県
- 津家庭裁判所：松阪支部・伊賀支部・四日市支部・伊勢支部・熊野支部・尾鷲出張所

滋賀県
- 大津家庭裁判所：彦根支部・長浜支部・高島出張所

京都府
- 京都家庭裁判所：園部支部・宮津支部・舞鶴支部・福知山支部

大阪府
- 大阪家庭裁判所：堺支部・岸和田支部

兵庫県
- 神戸家庭裁判所：伊丹支部・尼崎支部・明石支部・柏原支部・姫路支部・社支部・龍野支部・豊岡支部・洲本支部・浜坂出張所

奈良県
- 奈良家庭裁判所：葛城支部・五條支部・吉野出張所

和歌山県
- 和歌山家庭裁判所：田辺支部・御坊支部・新宮支部・妙寺出張所

鳥取県
- 鳥取家庭裁判所：倉吉支部・米子支部

島根県
- 松江家庭裁判所：出雲支部・浜田支部・益田支部・西郷支部・雲南出張所・川本出張所

岡山県
- 岡山家庭裁判所：倉敷支部・新見支部・津山支部・玉野出張所・児島出張所・玉島出張所・笠岡出張所

広島県
- 広島家庭裁判所：呉支部・尾道支部・福山支部・三次支部

山口県
- 山口家庭裁判所：周南支部・萩支部・岩国支部・下関支部・宇部支部・柳井出張所・船木出張所

徳島県
- 徳島家庭裁判所：阿南支部・美馬支部・池田出張所・牟岐出張所

香川県
- 高松家庭裁判所：丸亀支部・観音寺支部・土庄出張所

愛媛県
- 松山家庭裁判所：大洲支部・西条支部・今治支部・宇和島支部・愛南出張所

高知県
- 高知家庭裁判所：須崎支部・安芸支部・中村支部

福岡県
- 福岡家庭裁判所：飯塚支部・直方支部・久留米支部・柳川支部・大牟田支部・八女支部・小倉支部・行橋支部・田川支部・甘木出張所

佐賀県
- 佐賀家庭裁判所：武雄支部・唐津支部・鹿島出張所

長崎県
- 長崎家庭裁判所：大村支部・佐世保支部・平戸支部・壱岐支部・五島支部・厳原支部・島原支部・諫早出張所・新上五島出張所・上県出張所

熊本県
- 熊本家庭裁判所：玉名支部・山鹿支部・阿蘇支部・高森出張所・御船出張所・八代支部・水俣出張所・人吉支部・天草支部・牛深出張所

大分県
- 大分家庭裁判所：杵築支部・佐伯支部・竹田支部・中津支部・豊後高田出張所・日田支部

宮崎県
- 宮崎家庭裁判所：日南支部・都城支部・延岡支部・日向出張所・高千穂出張所

鹿児島県
- 鹿児島家庭裁判所：名瀬支部・加治木支部・知覧支部・川内支部・鹿屋支部・種子島出張所・屋久島出張所・徳之島出張所・大口出張所・指宿出張所

沖縄県
- 那覇家庭裁判所：沖縄支部・名護支部・平良支部・石垣支部